# Giles Fletcher den äldre

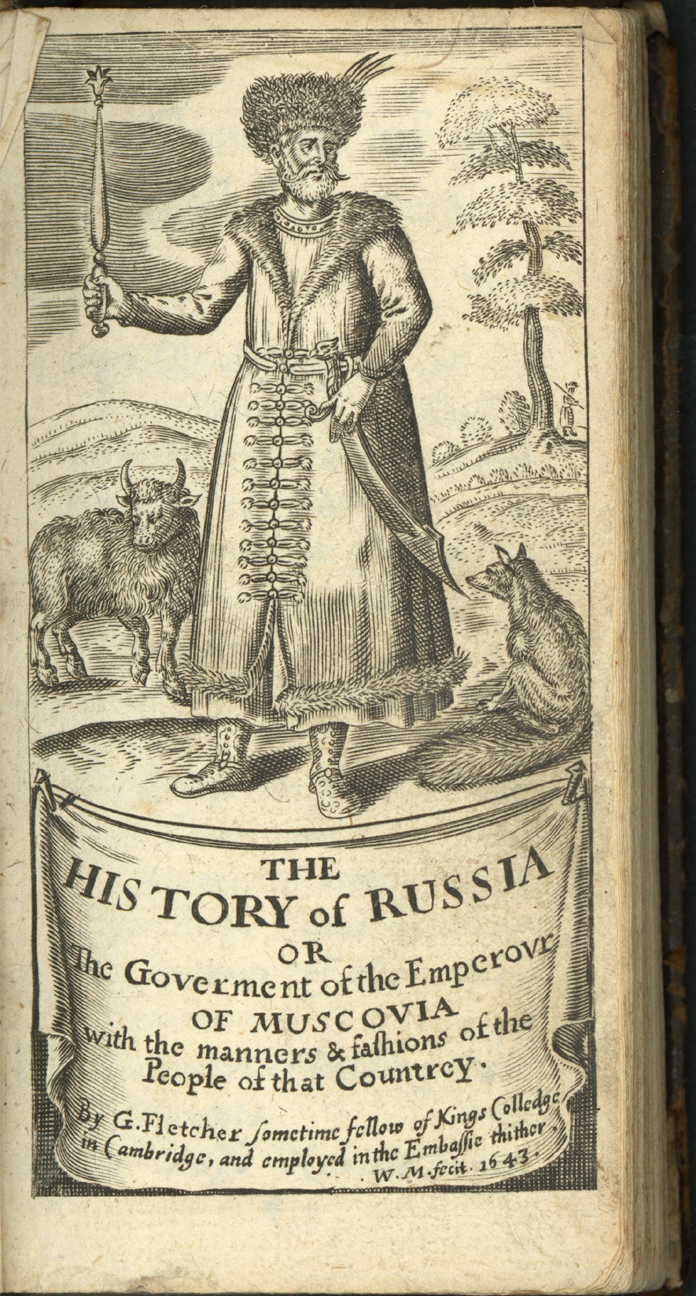
Giles Fletchers Of the Russe Common Wealth.

Giles Fletcher den äldre, född omkring 1549, död 1611, var en engelsk diplomat och författare, far till Phineas Fletcher och Giles Fletcher den yngre, farbror till John Fletcher. 
Fletcher blev 1581 juris doktor, verkade 1586 som engelsk diplomat i Tyskland och företog 1588-89 en hemlig beskickning till Ryssland, där han personligen blev rätt illa behandlad, men till sist lyckades utverka åtskilliga förmåner för sitt hemlands köpmän.
Hans intressanta resebeskrivning och skildring av ryska förhållanden Of the Russe Common Wealth (1591) blev snart indragen av fruktan för att Fletchers omdömen om tsaren skulle skada de engelska köpmännens behandling i Ryssland.   
Senare blev den utgiven av Edward Augustus Bond, i Russia at the close of the sixteenth century (1856). Fletcher utgav även en del religiösa poem.